# أنجيلا باكا
أنجيلا باكا (بالإنجليزية: Angela Baca)‏ هي صانعة الفخار أمريكية، ولدت في 6 نوفمبر 1927، وتوفيت في 16 فبراير 2014.